# Piasten
Het geslacht der Piasten was een Europese dynastie, waarvan de oorsprong in de 9e eeuw in de West-Slavische stam der Polanen lag. Zij hadden het recht een gezamenlijke koning te kiezen, die zich 'koning van Polen' zou noemen.
De oudste generaties van het geslacht waren legendarisch van karakter, of afkomstig uit geromantiseerde geschiedenis:
- Krusowicz (geb. ca. 780) x Rzepicha
- Siemowit (ca. 820 - 892)
- Lestek (ca. 865 - 921)
- Siemomysł, zou stamhoofd zijn van de Polanen vanaf 922

Op hun hoogtepunt regeerden zij over Groot- en Klein-Polen, Silezië, Pommeren, Bohemen, Roethenië, Slowakije en Lausitz. Nadien beperkte hun gezag zich tot Groot- en Klein-Polen.
De eerste Poolse koning uit het geslacht der Piasten was Bolesław I van Polen, die zich in 1024 of 1025 tot koning liet kiezen, de laatste Casimir III (tot 1370).
De piasten van Silezië zouden zich opsplitsen in een aantal regionale hertogdommen en zich losmaken van het Poolse koningschap. Zij kozen in de 14de eeuw na het verval van het Poolse koningschap, de machtiger koning van Bohemen als hun leenheer en werden zodoende deel van de adel van het Duitse Rijk waartoe Bohemen behoorde. Hun integratie in de Duitse rijksadel begon al eerder in hun keuze voor 'Duitse' huwelijkspartners. Dat werd nog eens bevestigd door hun overgang tot het lutherse geloof in de jaren twintig van de 16de eeuw. Ook hun onderdanen volgden die overgang en hielden daaraan vast, ook nadat hun leenheer de Habsburgse koning van Bohemen en keizer van Duitsland was geworden, en de contrareformatie invoerde. Eind 17de eeuw stierven de laatste Piasten uit en kwamen hun hertogdommen rechtstreeks onder Habsburgs (Oostenrijks) gezag. In 1742 veroverde Frederik de Grote van Pruisen Silezië en daarmee werd hij in staatkundige zin opvolger van de Silezische Piasten.
De eerste die de term Piasten in een historisch werk gebruikte was Adam Naruszewicz in zijn Historia narodu polskiego (Geschiedenis van de Poolse natie, 1780-1786).

## Verder lezen
- A. Rüther, Piasten, in W. Paravicini (ed.), Höfe und Residenzen im spätmittelalterlichen Reich. Ein dynastisch-topographisches Handbuch (= Residenzenforschung, 15. I), Ostfildern, 2003, pp. 172-180.
- J. Strzelczyk, art. Piasten, Geschlecht, in Lexikon des Mittelalters VI, coll. 2125-2126.